# Crimen y castigo (película de 1935)
Crimen y castigo (título original Crime and Punishment) es una película dramática estadounidense dirigida por Josef von Sternberg, y estrenada en 1935.

## Sinopsis
En Rusia, el joven universitario Roderick Raskolnikov se gradúa con honores. Aunque es aclamado como una autoridad en materia de delitos, Roderick vive en la pobreza. Cuando Roderick se entera de que su familia vendrá de visita, decide empeñar el reloj, una reliquia familiar que recibió por su graduación. En la casa de empeño, Roderick ve a una joven prostituta, Sonya, que recibe solo un rublo por su valiosa Biblia, y cuando el empeñista la empuja hacia la puerta, pierde el rublo. Roderick indaga y se entera de que Sonya mantiene a su familia. Él aunque tiene poco, le entrega los rublos que ha obtenido por el reloj.
Más tarde, la madre y la hermana de Roderick, Toni, llegan a su estudio y él se entera de que Toni perdió su trabajo porque el marido de su empleador, Grilov, trató de violentarla. Con la familia en extrema pobreza, Toni ha aceptado casarse con el pomposo y anciano Lushin. Enojado con Toni por venderse a Lushin, y desesperadamente necesitando dinero, Roderick mata al cruel prestamista y hurga en su habitación en busca de objetos de valor. Al día siguiente, arrestan a Roderick, no por el asesinato del prestamista, sino por pagar el alquiler. El inspector Porfiry está ansioso por conocer al experto criminal, y hace que Roderick observe el interrogatorio de un prisionero inocente sospechoso del asesinato del prestamista.
Porfiry, que ha resuelto todos los delitos que le fueron asignados, le confía a Roderick que está dispuesto a enviar a un hombre inocente a prisión para mantener su historial. Más tarde, Roderick va a la oficina de Current Review y el editor, emocionado por la respuesta al último artículo de Roderick, accede a darle 1.000 rublos por otro artículo. Seguro de que no es sospechoso del crimen, Roderick vuelve a ver a su familia, donde se burla de Lushin y, al hacerlo, pone fin al compromiso de Toni. Mientras tanto, Sonya es interrogada por Porfiry, y se despiertan sus sospechas sobre Roderick. Luego, Roderick aparece en la estación de policía y Porfiry se invita a conocer a su familia, a quien cuestiona a gritos hasta que Roderick lo obliga a disculparse. Más tarde, Grilov llega y le dice a Roderick que ahora es viudo, luego ofrece a Toni 500 rublos como compensación por sus acciones.
Ahora atormentado por su conciencia, Roderick visita a Porfiry, quien admite que sospecha de él; sin embargo, el hombre inocente confiesa, lo que hace que Roderick se sienta más culpable. Roderick va a Sonya y la aterroriza con palabras locas, y ella comienza a leerle la Biblia. Roderick confiesa que ya no puede soportar su culpa, mientras Grilov escucha fuera de la puerta. Grilov luego intenta chantajear a Toni, pero cede cuando ve su odio hacia él. Mientras tanto, Roderick regresa a su apartamento y encuentra a Porfiry, quien lo acusa del crimen y amenaza con enviar al inocente a Siberia y dejar la injusticia en la conciencia de Roderick.
Roderick va con Toni, quien ahora está comprometido con su amigo Dmitri, y le pide que cuide de su madre y de Sonya en su ausencia. Cuando Roderick se va, Sonya le pide que se vaya del país con ella, pero él le pide que lo espere y van juntos a la oficina de Porfiry

## Ficha técnica
- Título : Crimen y castigo
- Título original : Crime and Punishment
- Realización : Josef von Sternberg
- Guion : Joseph Anthony y S. K. Lauren según la novela homónima de Fiódor Dostoyevski.
- Producción : B. P. Schulberg
- Música : R.H. Bassett y Louis Silvers
- Fotografía : Lucien Ballard
- Montaje : Richard Cahoon
- Decoraciones : Stephen Goosson
- Vestuario : Murray Mayer
- País de origen :  Estados Unidos
- Formato : Negro y blanco - Mono
- Género : Drama
- Duración : 88 minutos
- Fecha de estreno : Estados Unidos :  22 de noviembre de 1935.

## Reparto
- Peter Lorre : Roderick Raskolnikov
- Marian Marsh : Sonya
- Edward Arnold : Insp. Porfiry
- Tala Birell : Antonya Raskolnikov
- Elisabeth Risdon : Sra Raskolnikov
- Robert Allen : Dmitri
- Douglass Dumbrille : Grilov
- Gene Lockhart : Lushin
- Charles Waldron : Presidente de la universidad
- Thurston Hall : Editor
- Rafaela Ottiano (no créditée) : Propietario

## En torno a la película
Otra película lleva el mismo título: Crimen y castigo de Pierre Chenal.